# Eilema comma
Eilema comma là một loài bướm đêm thuộc phân họ Arctiinae, họ Erebidae.